# 奧地利德語文憑考試
奥地利德語文憑考試（ÖSD）是國際公認，針對非德語母語使用者提供的考試。
ÖSD考試的需求量很大，其中包括作為就業市場、教育機構或入籍程序中德語程度的證明。其涵蓋歐洲共同語言參考標準從A1到C2的等級，並考量到德国、奧地利和瑞士等德語國家的標準及變體。何種德語水準或ÖSD證書被認可為在奥地利、德國或瑞士學習的先決條件取決於大學和學科  。每年，全球約50個國家的約400個認證考試中心有超過 100,000 名兒童、青少年和成人参加 ÖSD 考試。

## ÖSD考試的基本原則
ÖSD 考試的基本原則包括： 
1.依據現實
2.考試格式
3. 驗證領域
4.評量

## ÖSD考試的認可
ÖSD考試因不同目的而受到世界各地認可。 
奥地利對ÖSD考试的認可
• ÖSD證書A1和更高級別的ÖSD考試（A2-C2）可作為德語語言程度的證明，以便依據《定居和居留法》的「家庭團聚」為家庭成員申請居留許可。
- ÖSD 融入考試 A2 用於满足融入法案 IntG 2017 中融入协议模板 1 的要求（在首次获得居留许可后的 2 年内） [6]
- ÖSD 融入考试 B1 用于满足融入法案 IntG 2017 中融入协议第 2 模板的要求。 [7]其被認可為獲得奥地利公民身份的標準。
- ÖSD 證書 B2、ÖSD 證書 C1 或 ÖSD 證書 C2 可作為德語語言能力的證明，符合进入奥地利大學學習的資格（具体要求依照各該大學規定）。 [8]
- ÖSD 考試被認可為某些職業機構的入學資格（例如外交學院等）。 [9]

德國、南提洛（義大利）和瑞士對ÖSD的認可
ÖSD 考試可作為德語能力的證明
- 根據德國外交部的指示，在配偶團聚（德國移民法）的規定中向德國駐外外交使團提出申請。
- 申请入籍德國。
- 獲得德國和瑞士四十所大學以及義大利波札諾自由大學的入學資格格。 [11]

## 合作
自成立以來，ÖSD 參與了許多國際合作計劃：作為成員的一部分，ÖSD 為推廣歐洲委員會的《CEFR》以及出版物《Mündlich》 和《Profile deutsch》 做出了貢獻。 ÖSD 與其他機構以計劃的方式進行合作，例如與歌德学院和瑞士弗里堡大學合作開發了 B1 證書三國考試，或與奧地利商會（Wirtschaftskammer Österreich）合作開發 C2 證書/德語商務用於考試。此外，ÖSD 還與德語作為外語/德語作為第二語言領域的研究人员保持長期交流，並參與該領域的國際合作計劃。 ÖSD 是歐洲語言測驗協會 ALTE的正式成員。 

## 外部連結
- Offizielle Website
- Publikationsliste

## 腳註
1. ↑  . OSD.   [2019-04-04] （德语）.
2. ↑  . DeutschAkademie.   [2019-04-27] （de-DE）.
3. ↑  . OSD.   [2019-05-06] （德语）.
4. ↑  . OSD.   [2019-04-04] （德语）.
5. ↑  . OSD.   [2019-04-04] （德语）.
6. ↑  .   [2019-04-04].
7. ↑  .   [2019-04-04].
8. ↑  .   [2019-04-04].
9. ↑  .   [2019-04-04].
10. ↑   https://www.osd.at/die-pruefungen/anerkennung-von-oesd-pruefungen/. 缺少或|title=为空 (帮助)